# Dwór w Miechowicach Oławskich
Dwór w Miechowicach Oławskich – zabytkowy dwór we wsi Miechowice Oławskie.
W skład zespołu dworskiego oprócz dworu z XVI w., przełom XVIII/XIX w. wchodzi park, z drugiej połowy XIX w.